# ISCH-Jupiter

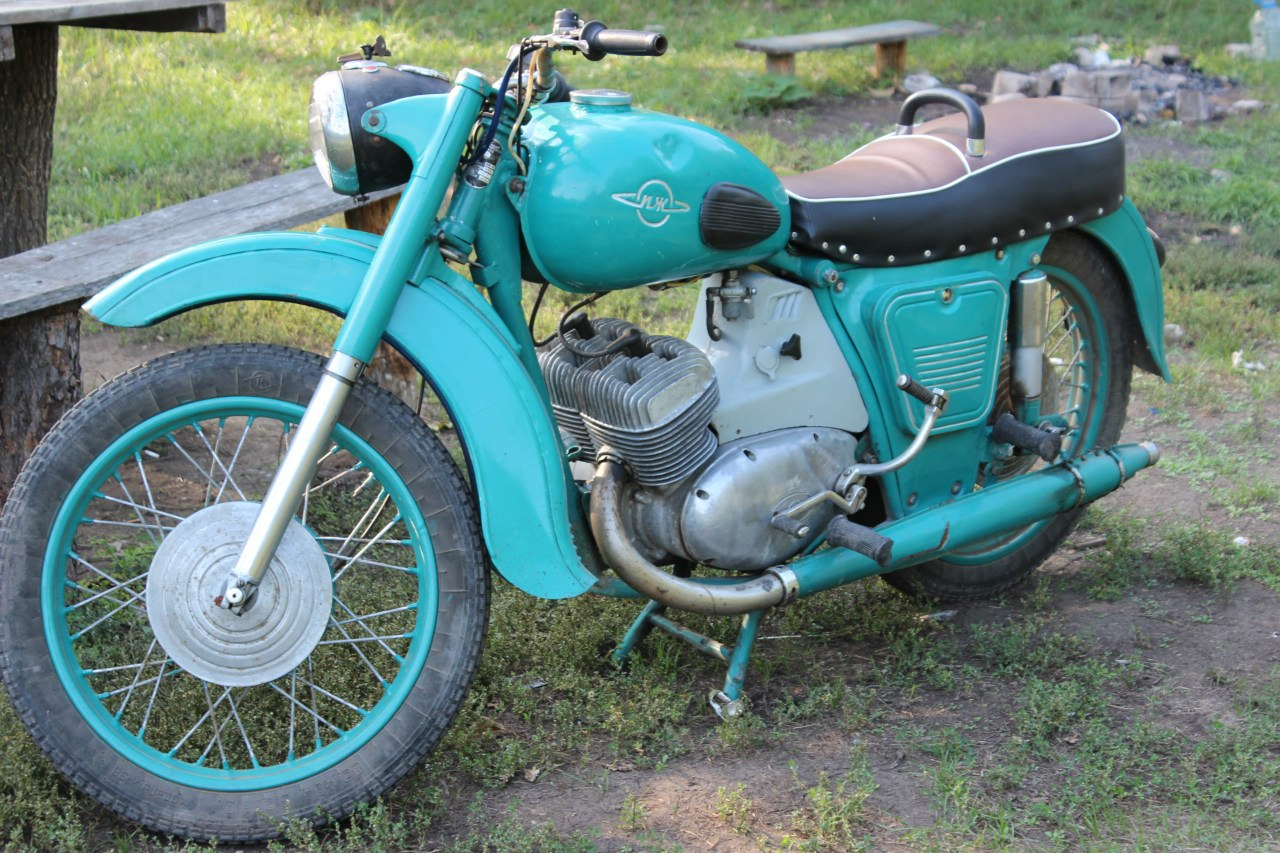
ISCH-Jupiter-2 ohne Beiwagen

ISCH-Jupiter (russisch ИЖ-Юпитер) steht für eine Motorrad-Baureihe des russischen Konzerns Ischmasch aus der Stadt Ischewsk.
Die Motorräder werden von einem Zweizylinder-Reihenmotor mit 350 cm³ Hubraum angetrieben und waren für den Einsatz mit Beiwagen ausgelegt.

## ISCH-Jupiter (1)
Die ISCH-Jupiter war das erste Zweizylinder-Motorrad der russischen Motorradfabrik Ischmasch, welches dort nach dem Zweiten Weltkrieg produziert wurde. Vorgänger war das Modell ISCH-49.
Die ISCH-Jupiter wurde zusammen mit der ISCH-56 produziert und stellte auf dem gleichen Rahmen eine leistungsstärkere Version mit Zweizylinder-Zweitakt-Reihenmotor dar.

## ISCH-Jupiter-2
Bei dem Motorrad ISCH-Jupiter-2 handelt es sich um das Nachfolgemodell der ISCH-Jupiter. Die Motorleistung wurde geringfügig auf 19 PS gesteigert. Die Produktion erfolgte von 1966 bis 1970. Unterschiede zum Vorgänger waren z. B. der feste vordere Kotflügel, sowie der Tank, bei dem der Tankdeckel sich nun in der Mitte befand und nicht mehr an der linken oberen Seite.

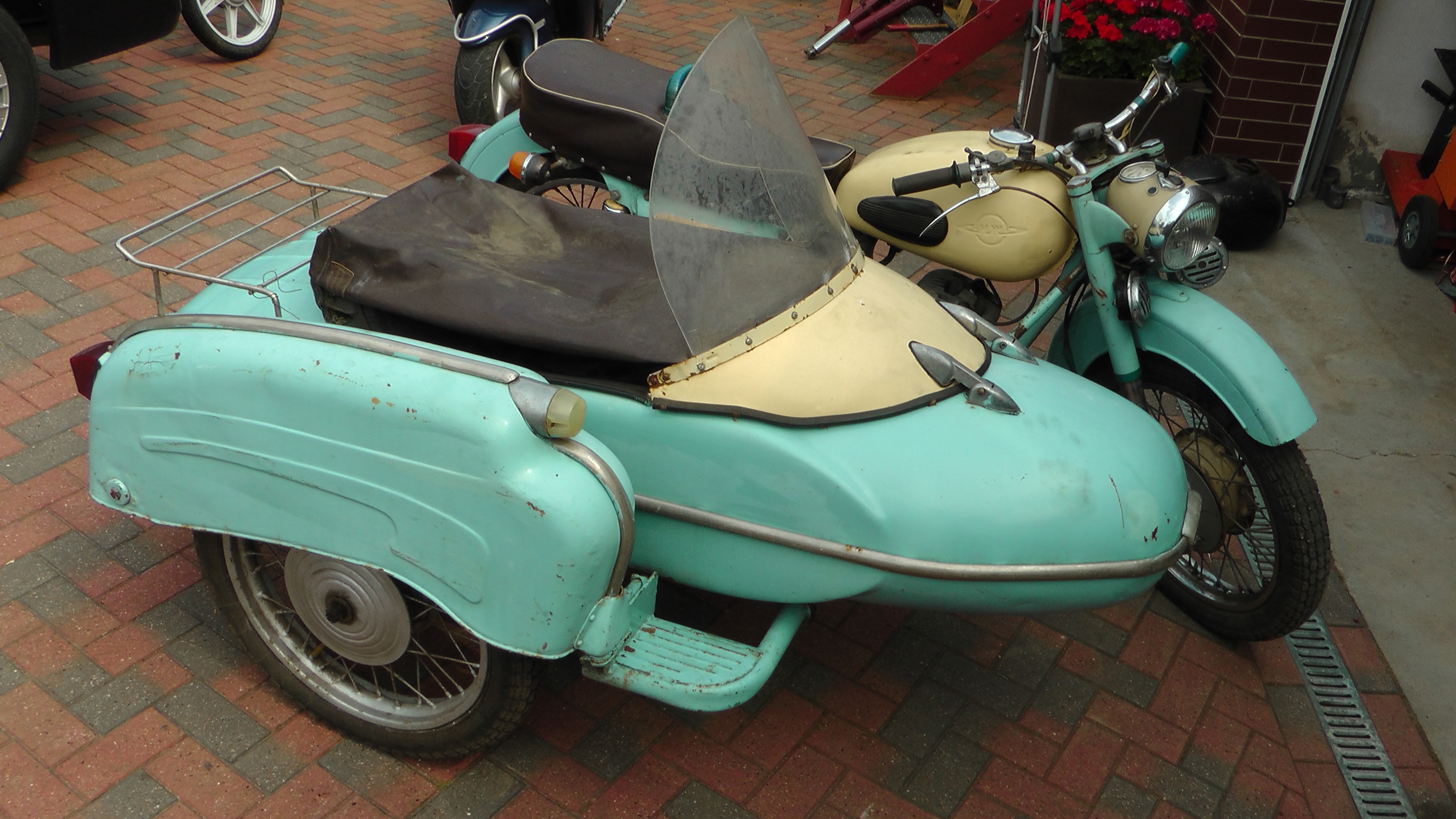
ISCH-Jupiter-2 mit "Sputnik 2"-Beiwagen

Zu dieser Modellreihe wurde ebenfalls ein neuer Beiwagen herausgebracht, der sogenannte Sputnik 2. Dieser Beiwagen ist bei Sammlern heute wegen seines zeitgenössischen Designs sehr beliebt. Die erste Serie der ISCH-Jupiter-3 wurde auch noch mit diesem Seitenwagen ausgeliefert, bis schließlich der deutlich eckigere Sputnik 3 eingeführt wurde.

## ISCH-Jupiter-3

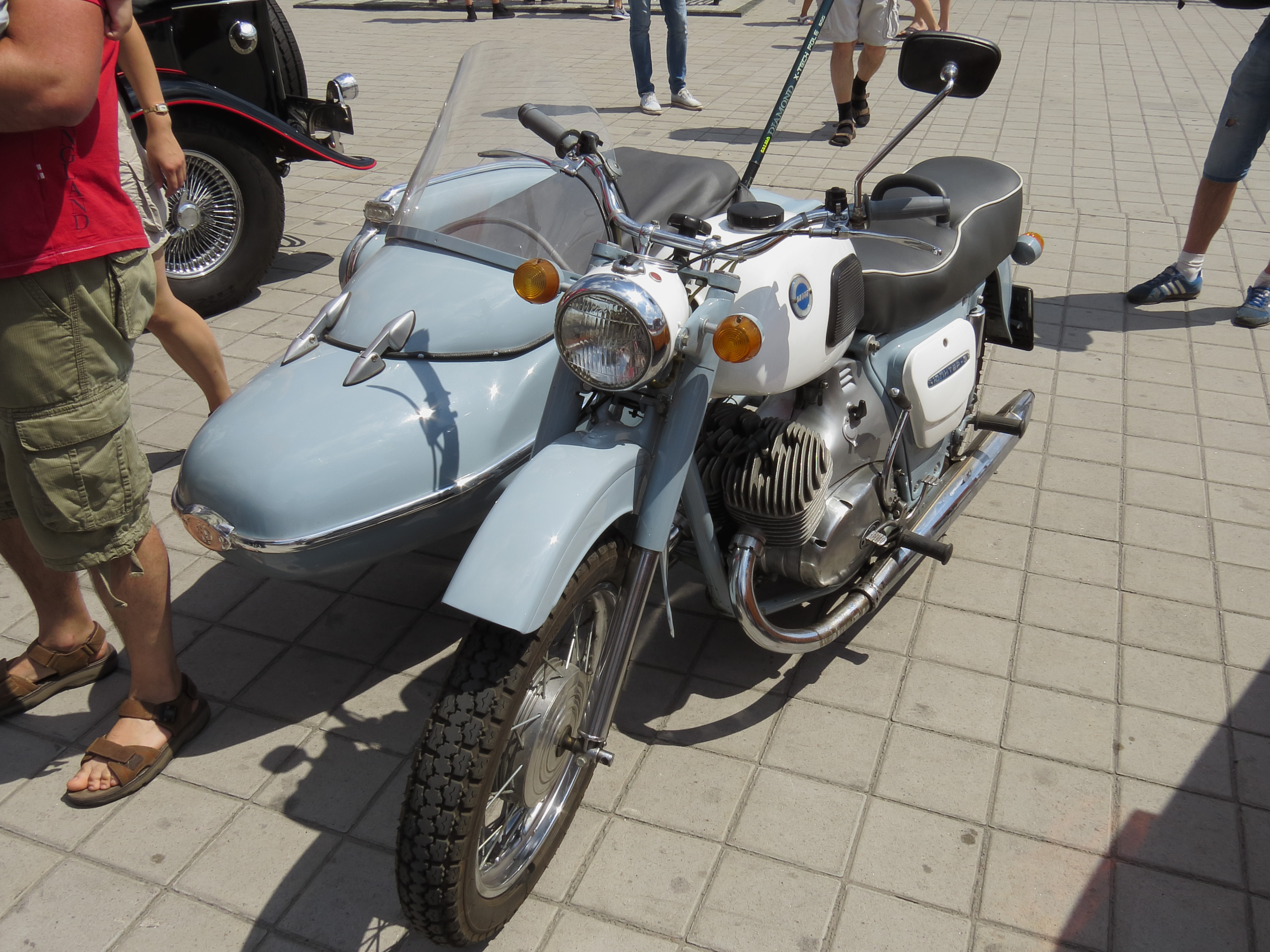
ISCH-Jupiter-3 mit "Sputnik 2"-Beiwagen

Die ISCH-Jupiter-3 wurde erstmals 1970 als Nachfolger der Jupiter-2 auf den Markt gebracht. Es fällt nun ein deutlicher Zuwachs der Motorleistung auf 25 PS auf. Der Rahmen entspricht weitgehend dem Vorgängermodell.
Die Maschine fiel optisch durch einen eckigen Tank sowie neue Seitendeckel auf. Ebenfalls gab es Veränderungen am Fahrwerk, wo nun andere Stoßdämpfer zum Einsatz kamen, ebenso wurde der Federweg an der Teleskopgabel vergrößert.

## ISCH-Jupiter-3.01
Vor dem Modellwechsel zur ISCH-Jupiter-4 wurde eine optimierte Version der Jupiter-3 herausgebracht, die sich optisch stark vom Vorgängermodell unterschied. Eine deutlich sportlichere Linienführung verkörperte nun das Design der 1970er-Jahre, nachdem die erste Serie noch sehr durch das Aussehen der Jupiter-2-Modelle geprägt war.
Die ISCH-Jupiter-3.01 wurde in einem türkisen Farbton lackiert und wies ein neues Rücklicht sowie neue Auspuffanlagen und Sitzbank auf. Der vordere Kotflügel war nun deutlich kleiner und mittels Streben über dem Vorderrad angebracht.